# 도리이 다다쓰네

도리이 다다쓰네(일본어: 鳥居忠恒 とりい ただつね[*], 게이초 9년(1604년) ~ 간에이 13년 음력 7월 7일(1636년 8월 7일)는 에도 시대의 다이묘로, 야마가타번의 2대 번주이다. 관위는 종4위하, 이가노카미, 사쿄노스케(左京亮)이다. 미부번 도리이가 제2대 당주.
자식은 도야마번주 마에다 도시쓰구의 정실이다.

## 생애
야마가타번의 초대 번주·도리이 다다마사의 장남으로 태어났다. 간에이 5년(1628년), 아버지 다다마사가 사망함에 따라 가독을 이었다. 태어날 때부터 병약했던 탓에 막부의 임무를 제대로 수행할 수 없었다.
간에이 9년(1632년) 도쿠가와 야마타 다나가의 개역되면서 그 미사 부노인인 사촌·토리이 충방의 예카리을 명령 받다.
정실 부인과 사이에 사자가 없는 이복 동생· 타다 하루는 그 생모와 반목했다[주석1]. 그래서 임종 때에 타다 하루를 입양하지 않고, 신조 번에 양사자로 들어가던 동복·도자와 정성에 가독을 물려주겠다는 유언을 남겼다. 그러나 이는 막부의 정한 말기 양자의 금령에 어긋나며 더욱 병에 임하고 뒷일을 고려하지 않았다며어 막부의 혐의를 초래한. 간에이 13년(1636년) 7월 7일 결국 후사를 이을 자식이 없어 33세로 사망하였다.
이로 인하여 다다쓰네의 영지는 몰수되었으나 이이 나오타카가 "세자의 일도 원하는 장담 할조 헌법을 저버리고 위를 나미시 진상과 같다" 이라며 "이와 같은 무리들은 징계하다 받지 않으면 향후, 불의 불충한 고 케닌 등 무엇으로 응징,"라고 했기 때문, 막부는 "말기에 이르는 불법의 것으로 신청하였다"(『 간세이 중수제 가보 』)로서 영지를 몰수했다.
그렇지만 다다마사로 이이 직승(나오타카의 형)대에 정실의 처우를 둘러싸고 대립하는 두 집안의 구원을 아나 오타카로 도리이가들은 개역했다는 설도 있다(『 도쿠가와 미키 』).다만 할아버지 모토 타다의 공적을 고려되어 새 지식으로 시나 고원 번 3만석을 주어진 다다하루가 가문 존속을 허용했다.
막부는 도리이씨의 선조인 도리이 모토타다의 공적을 참작하여, 배다른 동생인 다다하루에게 시나노 다카토번 3만 석 영지를 수여하여 가문을 잇게 했다. (다다하루는 다다쓰네와 사이가 나빠서 다다쓰네가 죽음을 맞이할 때에도 양자로 채택되지 않은 것으로 보인다.)
| 전임 도리이 다다마사 | 제2대 야마가타번 번주 (도리이 가문) 1628년 ~ 1636년 | 후임 호시나 마사유키 야마가타번 도리이 가문은 개역 이후 도리이 가문은 동생 다다하루에 의해 상속 |